# Rally de Azores de 2022
El Rally de Azores de 2022, oficialmente 56.º Azores Rallye, fue la quincuagésimo sexta edición y la segunda ronda de la temporada 2022 del Campeonato de Europa de Rally. Se celebró del 25 al 27 de marzo y contó con un itinerario de catorce tramos sobre tierra que sumaban un total de 205,12 km cronometrados.
En un final de rally electrizante, el español Efrén Llarena se impuso por solo 2.7 segundos al local Ricardo Moura. Moura lideró el rally desde la segunda especial (la primera fue cancelada debido a las malas condiciones del tramo) hasta la penúltima en la cual aventajaba a Llarena en 6,1 segundos con el austriaco Simon Wagner, tercero a 26.6 segundos, ya sin posibilidades de victoria. En la segunda pasada por Ribeira Grande que funcionaba como Power Stage de la prueba, Llarena dio una verdadera exhibición de talento y manejo al llevarse la etapa con siete segundos de ventaja sobre el rumano Simone Tempestini y 8,8 segundos de ventaja sobre Moura, esto hizo que Llarena diera vuelta el resultado y se llevara la victoria.
Esta victoria fue la primera de la dupla Llarena-Fernández en el ERC, además de ser la primera victoria de su equipo, el Team MRF Tyres en el campeonato y la primera de la compañía india de neumáticos MRF Tyres en el certamen europeo. Por su parte Ricardo Moura consiguió su sexto podio en su prueba de casa y el austriaco Simon Wagner logró su primer podio en el ERC. 

## Lista de inscritos
| Num.                     | Piloto                | Copiloto                 | Automóvil              | Equipo                      |
| ------------------------ | --------------------- | ------------------------ | ---------------------- | --------------------------- |
| 1                        | Armindo Araújo        | Luís Ramalho             | Škoda Fabia Rally2 evo | The Racing Factory          |
| 2                        | Alberto Battistolli   | Simone Scattolin         | Škoda Fabia Rally2 evo | Alberto Battistolli         |
| 3                        | Javier Pardo Siota    | Adrián Pérez Fernández   | Škoda Fabia Rally2 evo | Javier Pardo Siota          |
| 4                        | Bruno Magalhães       | Carlos Magalhães         | Hyundai i20 N Rally2   | Team Hyundai Portugal       |
| 5                        | José Pedro Fontes     | Inês Ponte               | Citroën C3 Rally2      | Citroën Vodafone Team       |
| 6                        | Ricardo Teodósio      | José Teixeira            | Hyundai i20 N Rally2   | Team Hyundai Portugal       |
| 7                        | Pedro Almeida         | Mário Castro             | Škoda Fabia Rally2 evo | The Racing Factory          |
| 8                        | Efrén Llarena         | Sara Fernández           | Škoda Fabia Rally2 evo | Team MRF Tyres              |
| 9                        | Ken Torn              | Kauri Pannas             | Ford Fiesta Rally2     | Plon RT                     |
| 10                       | Luis Vilariño García  | Javier Martínez Martínez | Škoda Fabia Rally2 evo | Luis Vilariño García        |
| 11                       | Paulo Nobre           | Gabriel Morales          | Škoda Fabia R5         | Paulo Nobre                 |
| 12                       | Norbert Herczig       | Igor Bacigál             | Škoda Fabia Rally2 evo | Team MRF Tyres              |
| 14                       | Simone Campedelli     | Tania Canton             | Škoda Fabia Rally2 evo | Team MRF Tyres              |
| 15                       | Ricardo Moura         | António Costa            | Škoda Fabia Rally2 evo | Ricardo Moura               |
| 16                       | Simone Tempestini     | Sergiu Itu               | Škoda Fabia Rally2 evo | Simone Tempestini           |
| 17                       | Miguel Correia        | Jorge Eduardo Carvalho   | Škoda Fabia Rally2 evo | Miguel Correia              |
| 18                       | Rúben Rodrigues       | Estevão Rodrigues        | Citroën C3 Rally2      | Auto Açoreana Racing        |
| 19                       | Łukasz Kotarba        | Tomasz Kotarba           | Citroën C3 Rally2      | BTH Import Stal Rally Team  |
| 20                       | Luís Rego Jr.         | Jorge Henriques          | Škoda Fabia Rally2 evo | Luís Rego Jr.               |
| 21                       | Simon Wagner          | Gerald Winter            | Škoda Fabia Rally2 evo | Eurosol Racing Team Hungary |
| 22                       | Rachele Somaschini    | Nicola Arena             | Citroën C3 Rally2      | Rachele Somaschini          |
| 23                       | Aloísio Monteiro      | Sancho Eiró              | Škoda Fabia R5         | Aloísio Monteiro            |
| 24                       | Pedro Câmara          | João Câmara              | Citroën C3 Rally2      | Play Racing                 |
| 25                       | Alberto Monarri       | Carlos Cancela           | Suzuki Swift R4LLY S   | Suzuki Motor Ibérica        |
| 26                       | Joan Vinyes           | Jordi Mercader           | Suzuki Swift R4LLY S   | Suzuki Motor Ibérica        |
| 27                       | Jon Armstrong         | Brian Hoy                | Ford Fiesta Rally3     | Jon Armstrong               |
| 28                       | Igor Widłak           | Daniel Dymurski          | Ford Fiesta Rally3     | KG-RT                       |
| 29                       | Andrea Mabellini      | Virginia Lenzi           | Renault Clio Rally4    | Toksport WRT                |
| 30                       | Paulo Soria           | Marcelo Der Ohannesian   | Renault Clio Rally5    | Paulo Soria                 |
| 31                       | Roberto Daprà         | Luca Guglielmetti        | Ford Fiesta Rally4     | Roberto Daprà               |
| 32                       | Anthony Fotia         | Arnaud Dunand            | Renault Clio Rally4    | Toksport WRT                |
| 33                       | Ernesto Cunha         | Rui Raimundo             | Peugeot 208 Rally4     | Ernesto Cunha               |
| 34                       | Ghjuvanni Rossi       | Maxime Martini           | Renault Clio Rally5    | Ghjuvanni Rossi             |
| 35                       | Patrik Herczig        | Viktor Bán               | Renault Clio Rally5    | Patrik Herczig              |
| 36                       | Andrea Mazzocchi      | Silvia Gallotti          | Renault Clio Rally5    | Andrea Mazzocchi            |
| 37                       | Giorgio Cogni         | Gabriele Zanni           | Renault Clio Rally5    | Giorgio Cogni               |
| 38                       | Sergio Fuentes Matías | Alain Peña Salvador      | Renault Clio Rally5    | Sergio Fuentes Matías       |
| 39                       | Emre Hasbay           | Kutay Ertugrul           | Renault Clio Rally5    | Emre Hasbay                 |
| Fuente: ewrc-results.com |                       |                          |                        |                             |

## Itinerario
| Día                     | Tramo | Nombre                         | Distancia | Ganador             | Automóvil              | Tiempo          | Líder de la general |
| ----------------------- | ----- | ------------------------------ | --------- | ------------------- | ---------------------- | --------------- | ------------------- |
| Día 1 (25 de marzo)     | -     | Lagoa Stage (Shakedown)        | 4.37 km   | Ricardo Moura       | Škoda Fabia Rally2 evo | 2:55.3          | -                   |
| Día 2 (26 de marzo)     | SS1   | Coroa da Mata 1                | 11.40 km  | Tramo cancelado     | Tramo cancelado        | Tramo cancelado | -                   |
| Día 2 (26 de marzo)     | SS2   | Graminhais 1                   | 24.03 km  | Ricardo Moura       | Škoda Fabia Rally2 evo | 17:34.7         | Ricardo Moura       |
| Día 2 (26 de marzo)     | SS3   | Tronqueira 1                   | 21.99 km  | Rúben Rodrigues     | Citroën C3 Rally2      | 18:46.6         | Ricardo Moura       |
| Día 2 (26 de marzo)     | SS4   | Coroa da Mata 2                | 11.40 km  | Simon Wagner        | Škoda Fabia Rally2 evo | 9:11.9          | Ricardo Moura       |
| Día 2 (26 de marzo)     | SS5   | Graminhais 2                   | 24.03 km  | Ricardo Moura       | Škoda Fabia Rally2 evo | 17:16.2         | Ricardo Moura       |
| Día 2 (26 de marzo)     | SS6   | Tronqueira 2                   | 21.99 km  | Simon Wagner        | Škoda Fabia Rally2 evo | 18:25.5         | Ricardo Moura       |
| Día 2 (26 de marzo)     | SS7   | Grupo Marques 1                | 4.10 km   | Alberto Battistolli | Škoda Fabia Rally2 evo | 2:39.3          | Ricardo Moura       |
| Día 3 (27 de marzo)     | SS8   | Ribeira Grande 1               | 9.57 km   | Ken Torn            | Ford Fiesta Rally2     | 6:22.8          | Ricardo Moura       |
| Día 3 (27 de marzo)     | SS9   | Feteiras 1                     | 7.46 km   | Ricardo Moura       | Škoda Fabia Rally2 evo | 5:44.3          | Ricardo Moura       |
| Día 3 (27 de marzo)     | SS10  | Sete Cidades 1                 | 24.01 km  | Simone Tempestini   | Škoda Fabia Rally2 evo | 17:20.2         | Ricardo Moura       |
| Día 3 (27 de marzo)     | SS11  | Grupo Marques 2                | 4.10 km   | Ricardo Moura       | Škoda Fabia Rally2 evo | 2:32.5          | Ricardo Moura       |
| Día 3 (27 de marzo)     | SS12  | Feteiras 2                     | 7.46 km   | Simone Tempestini   | Škoda Fabia Rally2 evo | 5:38.2          | Ricardo Moura       |
| Día 3 (27 de marzo)     | SS13  | Sete Cidades 2                 | 24.01 km  | Efrén Llarena       | Škoda Fabia Rally2 evo | 16:48.1         | Ricardo Moura       |
| Día 3 (27 de marzo)     | SS14  | Ribeira Grande 2 (Power Stage) | 9.57 km   | Efrén Llarena       | Škoda Fabia Rally2 evo | 6:03.7          | Efrén Llarena       |
| Fuente:ewrc-results.com |       |                                |           |                     |                        |                 |                     |

### Power stage
El power stage fue una etapa de 9.57 km al final del rally. Se otorgaron puntos adicionales a los cinco más rápidos.
| Pos. | Piloto            | Copiloto       | Coche                  | Equipo                      | Tiempo | Puntos |
| ---- | ----------------- | -------------- | ---------------------- | --------------------------- | ------ | ------ |
| 1    | Efrén Llarena     | Sara Fernández | Škoda Fabia Rally2 evo | Team MRF Tyres              | 6:03.7 | 5      |
| 2    | Simone Tempestini | Sergiu Itu     | Škoda Fabia Rally2 evo | Simone Tempestini           | +7.0   | 4      |
| 3    | Ricardo Moura     | António Costa  | Škoda Fabia Rally2 evo | Ricardo Moura               | +8.7   | 3      |
| 4    | Simon Wagner      | Gerald Winter  | Škoda Fabia Rally2 evo | Eurosol Racing Team Hungary | +10.8  | 2      |
| 5    | Simone Campedelli | Tania Canton   | Škoda Fabia Rally2 evo | Team MRF Tyres              | +11.8  | 1      |

## Clasificación final
| Pos.                     | Piloto               | Copiloto                 | Automóvil              | Equipo                      | Tiempo    | Puntos  |
| ------------------------ | -------------------- | ------------------------ | ---------------------- | --------------------------- | --------- | ------- |
| 1                        | Efrén Llarena        | Sara Fernández           | Škoda Fabia Rally2 evo | Team MRF Tyres              | 2:24:58.4 | 30+5    |
| 2                        | Ricardo Moura        | António Costa            | Škoda Fabia Rally2 evo | Ricardo Moura               | +2.6      | 24+3    |
| 3                        | Simon Wagner         | Gerald Winter            | Škoda Fabia Rally2 evo | Eurosol Racing Team Hungary | +31.3     | 21+2    |
| 4                        | Simone Tempestini    | Sergiu Itu               | Škoda Fabia Rally2 evo | Simone Tempestini           | +50.4     | 19+4    |
| 5                        | Armindo Araújo       | Luís Ramalho             | Škoda Fabia Rally2 evo | The Racing Factory          | +1:47.9   | 17      |
| 6                        | Bruno Magalhães      | Carlos Magalhães         | Hyundai i20 N Rally2   | Team Hyundai Portugal       | +3:01.8   | 15      |
| 7                        | Simone Campedelli    | Tania Canton             | Škoda Fabia Rally2 evo | Team MRF Tyres              | +3:10.8   | 13+1    |
| 8                        | Norbert Herczig      | Igor Bacigál             | Škoda Fabia Rally2 evo | Team MRF Tyres              | +3:34.9   | 11      |
| 9                        | Alberto Battistolli  | Simone Scattolin         | Škoda Fabia Rally2 evo | Alberto Battistolli         | +3:49.3   | 9       |
| 10                       | Mārtiņš Sesks        | Renars Francis           | Škoda Fabia Rally2-Kit | Proracing Rally Team        | +5:15.5   | [ n 1 ] |
| 11                       | Miguel Correia       | Jorge Eduardo Carvalho   | Škoda Fabia Rally2 evo | Miguel Correia              | +5:43.7   | 7       |
| 12                       | José Pedro Fontes    | Inês Ponte               | Citroën C3 Rally2      | Citroën Vodafone Team       | +5:51.1   | 5       |
| 13                       | Javier Pardo Siota   | Adrián Pérez Fernández   | Škoda Fabia Rally2 evo | Javier Pardo Siota          | +5:56.0   | 4       |
| 14                       | Luís Rego Jr.        | Jorge Henriques          | Škoda Fabia Rally2 evo | Luís Rego Jr.               | +8:02.1   | 3       |
| 15                       | Pedro Câmara         | João Câmara              | Citroën C3 Rally2      | Play Racing                 | +8:29.3   | 2       |
| 16                       | Paulo Neto           | Vítor Hugo               | Škoda Fabia Rally2 evo | Paulo Neto                  | +9:01.1   | [ n 1 ] |
| 17                       | Joan Vinyes          | Jordi Mercader           | Suzuki Swift R4LLY S   | Suzuki Motor Ibérica        | +10:26.0  | [ n 1 ] |
| 18                       | Luis Vilariño García | Javier Martínez Martínez | Škoda Fabia Rally2 evo | Luis Vilariño García        | +10:38.7  | 1       |
| Fuente: ewrc-results.com |                      |                          |                        |                             |           |         |

## Clasificaciones tras el rally
| Posición | Piloto              | Puntos | Cambios de posición |
| -------- | ------------------- | ------ | ------------------- |
| 1        | Armindo Araújo      | 45     | Crecimiento         |
| 2        | Efrén Llarena       | 42     | Crecimiento         |
| 3        | Nil Solans          | 32     | Decrecimiento       |
| 4        | Bruno Magalhães     | 30     | Crecimiento         |
| 5        | Alberto Battistolli | 29     | Decrecimiento       |

| Posición | Equipo                | Puntos | Cambios de posición |
| -------- | --------------------- | ------ | ------------------- |
| 1        | Team MRF Tyres        | 69     | Crecimiento         |
| 2        | Rally Team Spain      | 60     | Decrecimiento       |
| 3        | Team Hyundai Portugal | 53     | Sin cambios         |
| 4        | Ricardo Moura         | 24     | Crecimiento         |
| 5        | ALM Motorsport        | 24     | Decrecimiento       |